# Кропив'янка єменська
Кропи́в'янка єменська (Curruca buryi) — вид горобцеподібних птахів родини кропив'янкових (Sylviidae). Мешкає на Аравійському півострові. Єменська кропив'янка є сестринським видом по відношенню до бурої кропив'янки, ці два види розділилися приблизно 2,9 мільйонів років тому.

## Опис
Довжина птаха становить 15 см, вага 22 г. Голова відносно велика, хвіст довгий, крила короткі, дзьоб дещо вигнутий. Верхня частина тіла темно-коричнева, голова більш темна, особливо навколо очей. Горло контрастно білувате. Крила і хвіст темно-коричневі, три крайні пари стернових пер мають вузькі білі края і білі кінчики. Нижня частина тіла попелясто-сіра, гузка оранжева. Покривні пера хвоста коричневі. Райдужки у дорослих птахів білі, у молодих карі. Дзьоб чорний, лапи темно-сірі.

## Поширення і екологія
Єменські кропив'янки мешкають на південно-східних схилах гір Сарават в Ємені і Саудівській Аравії. В Ємені вони живуть переважно в заростях акації Vachellia origena, в Саудівській Аравії — переважно в заростях африканського ялівця (Juniperus procera). Єменські кропив'янки зустрічаються на висоті від 1500 до 2900 м над рівнем моря, живляться комахами, гусінню і плодами. Сезон розмноження у них триває з березня по липень, в кладці 2-3 яйця.

## Збереження
МСОП класифікує стан збереження цього виду як близький до загрозливого. За оцінками дослідників, популяція єменських кропив'янок становить приблизно 18000 дорослих птахів. Їм загрожує знищення природного середовища.